# Región de Bago
Bago es el nombre de una división administrativa de Myanmar, situada en el sur del país. Linda con las divisiones de Magway y Mandalay por el norte; los estados de Kayin y Estado Mon así como el golfo de Mottama por el este; la división de Rangún por el sur y la división de Ayeyarwady y el estado de Rakhine por el este.

## Demografía
La población total de la división de Bago es de 5.014.000 habitantes, siendo los grupos étnicos representados en la misma los Karen, Bamar, Mon, Chin, Rakhine, Shan y Pa-O. La mayor parte de la población es budista. El birmano opera como lingua franca.

## Organización
Comprende 4 distritos con los siguientes municipios: